# Dunaut Bwr
Dunaut Bwr (505 circa – 595) è stato sovrano del regno dei Pennini settentrionali (Inghilterra), che da lui prese il nome di Dunoting settentrionale (parola che, anche se trasformata sopravvive ancora oggi nel nome di Dent (Yorkshire settentrionale), che alcuni identificano con il regno di Craven.

## Biografia
Era il figlio più giovane di re Pabo Post Prydein ed ebbe una reputazione ben più grande di quella della maggior parte dei re britannici del suo tempo: è infatti conosciuto con l'epiteto di Bwr (l'affidabile o il robusto) e a volte anche quello di Fawr (il Grande), forse per la sua abilità in guerra.
Tuttavia, sembra essere stato lui ad alimentare quella discordia già esistente fra i monarchi britannici del nord, che infine condusse alla loro rovina per mano degli invasori angli. Dopo la morte di re Urien del Rheged, che aveva messo insieme un'alleanza composta dai regni del nord della Britannia e che fu assassinato per ordine del suo alleato Morcant Bulc, geloso dei suoi successi, Dunaut invase il Reghed, guerreggiando contro il figlio del defunto re, Owain. In questo modo, egli indebolì la già traballante alleanza dei regni nordici. Dunaut sarebbe morto in battaglia contro i berniciani attorno al 595. La sua famiglia fuggì nel Powys (nell'odierno Galles) e il suo regno cadde nelle mani degli angli.
Secondo alcuni studiosi, Dunaut sarebbe invece sopravvissuto all'invasione e andrebbe identificato con san Dunod, abate del monastero di Bangor-Is-y-Coed (lungo il corso superiore del Dee), fondato dal figlio san Deiniol nel Galles nord-orientale. Viene menzionato da san Beda il Venerabile nella sua Historia ecclesiastica gentis Anglorum in occasione dell'incontro che i vescovi gallesi ebbero ad Augustine's Oak (forse Aust, nel Gloucestershire) attorno al 603 con sant'Agostino di Canterbury.